# Victor Gram
Pour les articles homonymes, voir Gram.
Victor Gram, né le 30 janvier 1910 à Højby (Danemark) et mort le 12 février 1969 à Copenhague (Danemark), est un homme politique danois, membre des Sociaux-démocrates, ancien ministre et ancien député au Parlement (le Folketing).